# Аз-Зубайди, Мухаммад Хамза
Мухаммед Хамза аз-Зубейди (1938 — 2 декабря 2005) — иракский военный и политический деятель. Премьер-министр Ирака в 1991—1993 гг. Вместе с Саадуном Хаммади являлся самым высокопоставленным представителем шиитов в правительстве Саддама Хусейна. Ответственен за массовые репрессии против шиитов, за что получил прозвище «Шиитский мясник».

## Биография
Мухаммед Хамза аз-Зубейди родился в 1938 году, в Вавилоне, в семье мусульман-шиитов. Мухаммед Аз-Зубейди поддерживал тесные связи с Саддамом Хусейном с 1960-х годов, когда тот ещё не был президентом.
В период с 1986 по 1992 год он был секретарь партии Баас в Северной Бюро. Считается, что на этом посту Мухаммед принимал активное участие в проведении военной операции Анфаль против курдов, в ходе которой иракская армия применила химическое оружие. Впервые о нём стало известно, когда он в 1987 году занял пост министра связи.
Шиит по вероисповеданию, Мухаммед принимал активное участие в расправах над лидерами шиитской оппозиции в конце 80-х годов, а после поражения Ирака в Войне в Персидском заливе руководил подавлением восстания шиитов в 1991 году.. Он несет ответственность за зверства против шиитского населения в южном Ираке. Под его командованием армия совершала облавы и аресты, проводила массовые казни, пытки и убийства иракских шиитов в городах Эс-Самава, Эн-Насирия, Басра, Эль-Амара и Эль-Кут. Есть видеосвидетельства, запечатлевшие, как он избивал и пинал шиитских мятежников.. После подавления шиитского восстания аз-Зубейди приступил к проведению кампании против болотных арабов. На протяжении 1992—1998 годов Мухаммед аз-Зубейди руководил этой операцией. На многих видеокадрах того времени видно, как Мухаммед аз-Зубейди отдаёт приказы своим генералам уничтожать болотных арабов и места их проживания.
Мухаммед возглавлял правительство Ирака в 1991—1993 годах. С 1994 по 2001 год занимал пост вице-премьера, являясь наряду с Тариком Азизом и Тахой Ясином Рамаданом одним из трех заместителей и ближайших помощников Саддама Хусейна, который совмещал кресло президента и главы правительства.
С 1998 по 2000 год Мухаммед командовал военным округом Средний Евфрат, однако в 2001 году был смещен с поста вице-премьера и выведен из руководства партии Баас. На протяжении всего этого времени он продолжал проводить репрессии против шиитов.
После вторжения американцев в Ирак он возглавлял иракское сопротивление в центральной части страны. После падения Багдада Мухаммед Хамза аз-Зубейди скрылся вместе с другими соратниками Саддама. Американское командование включило Мухаммеда в список самых разыскиваемых иракцев, выполненной в виде колоды карт, где он занимал 9 место (в виде пиковой дамы). Бывшего премьер-министра арестовали 20 апреля 2003 года в Эль-Хилле и передали коалиционным силам.

## Последние годы
Мухаммед аз-Зубейди был передан иракской стороне 30 июня вместе со свергнутым президентом и его соратниками. На следующий день он предстал перед судом. Во время судебного заседания он добровольно согласился свидетельствовать на судебном процессе против Саддама. Однако Мухаммед был тяжело болен и так и не предстал перед судом по делу о жестоком подавлении восстания шиитов, первый судебный процесс по которому начался в августе 2007 года.
В январе 2005 года находящийся в американской тюрьме бывший вице-премьер Ирака Тарик Азиз заявил, что Мухаммед Хамза аз-Зубейди лишился в тюрьме рассудка. По его словам с Мухаммедом случались истерические припадки, во время которых он рвал на себе одежду.
Мухаммед аз-Зубейди скончался 2 декабря того же года в американском военном госпитале. Бывший премьер-министр умер в результате сердечного приступа, однако лишь через два дня была установлена его личность. До этого американские представители сообщили лишь о кончине 67-летнего неизвестного иракца. Его тело было передано иракским властям. На возобновившемся в тот же день судебном заседании трибунала над бывшем президентом Ирака и его сподвижниками, брат Саддама Хусейна Барзан Ибрагим Хасан аль-Тикрити объявил, что Мухаммед скончался из-за того, что американские военные не обеспечили ему должной медицинской помощи. По словам Барзана, экс-премьер страдал рядом хронических заболеваний, требующих квалифицированной медицинской помощи.
Спустя год арабская телекомпания «Аль-Арабия» обнародовала кадры, на которых показаны издевательства в иракском морге над телом бывшего премьер-министра. На записи видно, как голову Мухаммеда аль-Зубейди несколько раз пинают. «Наступи ему на рот», — за кадром слышен голос человека, говорящего по-арабски с иракским диалектом.